# Мала Буна
Мала Буна је насељено место у саставу Града Велике Горице, у Туропољу, Хрватска.

## Становништво
На попису становништва 2011. године, Мала Буна је имала 261 становника.

## Попис1991.
На попису становништва 1991. године, насељено место Мала Буна је имало 283 становника, следећег националног састава:
| Попис 1991.‍  | Попис 1991.‍  | Попис 1991.‍ | Попис 1991.‍ | Попис 1991.‍ |
| ------------ | ------------ | ----------- | ----------- | ----------- |
|              |              |             |             |             |
| Хрвати       | Хрвати       |             | 275         | 97,17%      |
| неопредељени | неопредељени |             | 7           | 2,47%       |
| непознато    | непознато    |             | 1           | 0,35%       |
| укупно: 283  |              |             |             |             |